# Luzula papuana
Luzula papuana är en tågväxtart som beskrevs av M.E. Jansen. Luzula papuana ingår i Frylesläktet som ingår i familjen tågväxter. Inga underarter finns listade i Catalogue of Life.